# Svetniška klop
V srednjem veku je bila svetniška klop ali zbor na območju nizozemskih dežel kot "schepenbank", Belgije in območja Spodnjega porenja upravna institucija s posebnimi pooblastili, ki jih je podelil kralj ali fevdalni gospod zadevnega ozemlja. Pravzaprav je bila tudi institucija nižjega sodstva na nekaterih območjih Svetega rimskega cesarstva npr. v Beneški Sloveniji in kot oblika lokalne (samo)uprave. Koncept je sestavljen iz besede "starosta" (schepen - danes alderman), imena za osebo z upravnim položajem, in klop (bank), dobesedno sedež. Natančne naloge in pooblastila svetnikov so se razlikovale glede na fevdalnega gospoda, glede na ozemlje in skozi čas, vendar je bil koncept razširjen v Nizkih deželah od okoli leta 1100, z glavnimi nalogami nižje pristojnosti, vzdrževanja reda, uprave ter pečatenja in hrambe dokumentov zasebnega prava. 
Upravni organ je predhodnik sedanjega županskega sveta in svetnikov v Belgiji ter kolegija župana in svetnikov na Nizozemskem, vendar se naloge in pristojnosti sedanjih svetov močno razlikujejo od tistih, ki jih imajo svetniki.

## Pristojnost
Zgodovinsko območje Nizozemskih dežel približno sovpada s sedanjim ozemljem Nizozemske, Belgije, Luksemburga in velikega dela severne Francije v srednjem veku. To območje je bilo administrativno sestavljeno iz velikih in majhnih kneževin in gospostev. Svetnike ali staroste (schepenen)  je v 9. stoletju imenoval frankovski kralj Karel Veliki in jim podelil sodno nalogo glede oseb in dobrin, ki so spadale na njihovo ozemlje, večinoma ruralno okolje s prebivalstvom, ki se je preživljalo s poljedelstvom in živinorejo.
V enajstem stoletju se je v severnih regijah začel val urbanizacije, ki je spremenil naravno in upravno krajino. Prišlo je do preoblikovanja, ki je temeljilo na potrebah mestnega tržnega gospodarstva. Regiji Artois in Flandrija sta prevzeli vodstvo, v 15. stoletju je bil to Brabant, v 16. stoletju pa Nizozemska in Zelandija. Predvsem v mestih so svetniške klopi dobile več nalog in pooblastil kot le pravosodje. Pravo je bilo prvotno regionalno običajno pravo, ki se je počasi dopolnjevalo z novo razvitim gospodarskim pravom, ki je temeljilo na starorimskem pravu.
Glede na stopnjo pristojnosti (višja, srednja ali nižja) je bila svetniška klop pooblaščena za sojenje nekaterih kaznivih dejanj do določene kapitalske vrednosti in odločanje o civilnih sporih. Svetniško klop je lahko vodil župan, ki je nato opravljal funkcijo tožilca. Kazenske zadeve so lahko spadale v njegovo pristojnost višjega sodišča, vendar z izjemo kaznivih dejanj, za katera je veljalo telesno kaznovanje. To jurisdikcijo so običajno izvajali uradniki višjih deželnih gospodov, kot so veliki sodni izvršitelji, glavni šerifi, drossaardi ali ammani.
Delovanje pravosodja je postalo vse bolj formalno in svetnikom je pomagal šerif, ki je bil odgovoren za vzdrževanje reda in izvrševanje kazni. V poznem srednjem veku so svetniške banke dobile lastne zgradbe, kot je na primer svetniška hiša, in dobile svoj pečat, s katerim so se potrjevale uradne listine.
Okoli leta 1500 je Mechelen prerasel v osrednje stanovanjsko mesto, ki je imelo oblast nad veliko skupino ozemelj, od Nizozemske do Luksemburga. Vrhovno sodišče, imenovano Veliki svet, je imelo tam svoj sedež od leta 1473 naprej. Pod cesarjem Karlom V. se je upravno središče preselilo v Bruselj, kljub temu pa so različne regije in posamezna mesta s svojimi svetniki obdržali številne svoje tradicionalne privilegije in posebne pravice.

### Opis pristojnosti
Na splošno je bila sodna praksa naslednja:
- Člani svetniške klopi (zbora) se imenujejo svetniki (nizozemsko: schepenen), katerih izvolitev je morala biti tudi podana gospodu v potrditev. Skupaj s predsednikom so svetniki oblikovali sodbo. Sprva je sodba temeljila na lokalnem običajnem pravu. Odločitev svetniške klopi je bilo mogoče izpodbijati le s pritožbo na glavno klop, ki je sledil enakemu postopku. To lahko primerjamo s sodobnim pritožbenim postopkom, vendar s to razliko, da je svetniška klop ostala suverena. Spremenilno sodbo so preprosto vrnili kot nasvet glavnega sodišča, nato pa je svetniška klop svojo sodbo popravila, če je bilo treba. Glede na obliko pristojnosti je svetniška klop štela štiri ali sedem svetnikov (možna pa so bila tudi drugačna števila). Svetniki so pogosto prihajali iz vodilnih družin. Svetniki (aldermanski) položaj je včasih stoletja ostal zasidran na določeno družino.
- Uslužbenec (tudi tajnik ali sodni pisar) je bil skupaj s predsedujočim morda najbolj seznanjen z obravnavo sodne zadeve in s poznavanjem običajnega prava. Zapisoval je protokole in vodil evidenco vpisanih listin. Prepise listine (tako imenovani grosse ) je bilo mogoče dobiti pri uradniku. V majhnih gospostvih je pobiral tudi zemljiški davek (cijns) v imenu vaškega gospoda.
- V svetniški klopi je bil pogosto tudi glasnik ali preter, ki ga je prav tako imenoval nosilec jurisdikcije. Deloval je kot glasnik župana, vendar je imel tudi policijske naloge, primerljive s funkcijo stražnika. Skrbel je tudi za objavo sodb (pogosto z razglasitvijo in obešanjem sodbe na vrata cerkve), oddajanje sporočil, nadzor nad lovom, ribolovom, potepuhi, gostilnami itd.

## Upravne in javne naloge
Svetniški klop je dobila tudi številne upravne in javne naloge. Prostovoljna pristojnost, ki je vključevala prenos nepremičnin (goedenissen) in delitev dediščine, je potekala pred svetniško klopjo, ki je smela odmeriti vpisnino ( pontenning ). Tudi pečatenje in hrambo zasebnopravnih pogodb in oporok je opravljala svetniška banka.
Na rednih dednih dnevih so razpravljali o občinski politiki. To je vključevalo tudi organiziranje pobiranja nekaterih davkov, ki pripadajo gospodu, imenovanje učiteljev in babic, zagotavljanje dostopnosti cest in vodotokov, gospodarjenje z občinskimi zemljišči in zagotavljanje varnosti mesta in vasi.
Okoli leta 1500 je Mechelen prerasel v osrednje stanovanjsko mesto, ki je imelo oblast nad veliko skupino ozemelj, od Nizozemske do Luksemburga. Vrhovno sodišče, imenovano Veliki svet, je imelo tam svoj sedež od leta 1473 naprej. Pod cesarjem Karlom V. se je upravno središče preselilo v Bruselj, kljub temu pa so različne regije in posamezna mesta s svojimi svetniki obdržali številne svoje tradicionalne privilegije in posebne pravice.

## Združevanje moči
Sčasoma so svetniki pridobili veliko moč, saj so lahko pripravljali in uveljavljali pravila za svoje ozemlje. Bili so predstavniki monarha ali gospoda, toda v praksi je bil svetniški urad monopoliziran s strani mreže bogatih družin, kot sta Sedem družin v Leuvnu in Sedem družin v Bruslju, ki so funkcijo svetnika postavili za doživljenjsko in dedno imenovanje. Boj za razširitev dostopa do tega ključnega urada, ne glede na to, ali je bil v sodelovanju z monarhom ali ne, je privedel do uvedbe letnih potrditev ali letne obnove: leta 1194 v Atrechtu, nato v Tournaiju (1195), Ypresu (1209), Gentu (1212). ), Lille (1224), Douai (1228) in Bruges (1241). 

## Konec
Pod vplivom francoske revolucije leta 1789 in konca starega režima so svetniške klopi izginile. Na Nizozemskem se je to zgodilo v francoskem obdobju (1795-1814), ko je Napoleon Bonaparte zasedel Nizozemsko.